# 董绍明
董绍明（1962年10月—），中国材料学家，男性，中国科学院上海硅酸盐研究所研究员，中国工程院院士。

## 生平
1984年、1987年先后获华南工学院（现华南理工大学）无机非金属材料专业学士、硕士学位。1996年毕业于中国科学院上海硅酸盐研究所无机非金属材料专业，获博士学位。